# Ethnikos Assia F.C.
Ethnikos Assia Football Club (tiếng Hy Lạp: Εθνικός 'Ασσιας) là một câu lạc bộ bóng đá Cộng hòa Síp đang thi đấu ở Giải bóng đá hạng nhì quốc gia Cộng hòa Síp. Đội bóng được thành lập ở Assia, Famagusta, nhưng từ khi Thổ Nhĩ Kỳ xâm lược năm 1974, Ethnikos trở thành một đội bóng tị nạn. Câu lạc bộ nay có trụ sở ở Nicosia và đá các trận sân nhà tại Makario. Câu lạc bộ có 3 lần từng tham gia hạng nhất, lần cuối cùng là mùa giải 2001–02.

## Đội hình hiện tại
Tính đến 19 tháng 9 năm 2016
Ghi chú: Quốc kỳ chỉ đội tuyển quốc gia được xác định rõ trong điều lệ tư cách FIFA. Các cầu thủ có thể giữ hơn một quốc tịch ngoài FIFA.
| Số | VT | Quốc gia     | Cầu thủ                   |
| -- | -- | ------------ | ------------------------- |
| 1  | TM | Moldova      | Valentin Musteata         |
| 2  | HV | Cộng hòa Síp | Andreas Papanastasiou     |
| 4  | HV | Cộng hòa Síp | Chrysovalantis Panayiotou |
| 7  | TV | Cộng hòa Síp | Feidias Panayiotou        |
| 8  | TV | Cộng hòa Síp | Christoforos Charalambous |
| 9  | TĐ | Cộng hòa Síp | Stefanos Prokoppiou       |
| 10 | TV | Cộng hòa Síp | Panayiotis Efthymiades    |
| 15 | TV | Cộng hòa Síp | Rafael Sofokleous         |
| 19 | TV | Cộng hòa Síp | Eleftherios Panteli       |
| 20 | HV | Cộng hòa Síp | Andreas Kalos             |
| 21 | HV | Cộng hòa Síp | Sozos Sozou               |
| 22 | TĐ | Cộng hòa Síp | Vassilis Kyriacou         |

| Số | VT | Quốc gia     | Cầu thủ                                                              |
| -- | -- | ------------ | -------------------------------------------------------------------- |
| 24 | HV | Cộng hòa Síp | Stelios Mina                                                         |
| 25 | TM | Cộng hòa Síp | Panayiotis Antoniou                                                  |
| 26 | TĐ | Nigeria      | David Opara                                                          |
| 27 | HV | Cộng hòa Síp | Panayiotis Papaperikleous                                            |
| 33 | TV | Cộng hòa Síp | Nicolas Liotatis                                                     |
| 39 | TĐ | Cộng hòa Síp | Alexandros Leonidou                                                  |
| 54 | HV | Cộng hòa Síp | Theofilos Chrysochos                                                 |
| 66 | TV | Angola       | Ludgero                                                              |
| 88 | TV | Cộng hòa Síp | Theodoros Constantinou                                               |
| -  | TĐ | Cộng hòa Síp | Rafaellos Choraitis                                                  |
| -  | TM | Cộng hòa Síp | Vassilis Efthimiou                                                   |
| -  | HV | Cộng hòa Síp | Konstantinos Kyriakou (mượn từ AEL Limassol đến 30 tháng 6 năm 2018) |

Đối với các chuyển nhượng gần đây, xem Danh sách chuyển nhượng bóng đá Cộng hòa Síp mùa hè 2017

## Thành tích
- Vô địch Giải bóng đá hạng ba quốc gia Cộng hòa Síp: 1

2011
- Vô địch Cúp bóng đá Cộng hòa Síp cho các hạng đấu thấp hơn: 1

2011